# Spetsprojektet
Spetsprojektet är ett numera avslutat teaterprojekt som syftade till att lyfta fram delvis bortglömda kvinnliga dramatiker. Projektet, som startades 2007, var ett samarbete mellan Riksteatern, Östgötateatern och Länsteatern i Örebro. Projektets sista uppsättning var Nära livet av Ulla Isaksson som spelades under 2010.

## Uppsatta pjäser
- Räddad av Alfhild Agrell
- Syskonbädd av Stina Aronson
- En gammal koffert med texter av Maria Jotuni och Helena Nyblom
- Familjelycka av Anne Charlotte Leffler
- Drottning på kryckor med texter av Victoria Benedictsson och Frida Stéenhoff
- Lejonets unge av Frida Stéenhoff
- Nära livet av Ulla Isaksson